# Аранеро
Аранеро (Geothlypis auricularis) — вид горобцеподібних птахів родини піснярових (Parulidae). Поширений в Південній Америці.

## Поширення
Вид поширений на заході Еквадору та Перу. Середовищем розмноження є болота та інші вологі місця з густою низькою рослинністю.

## Підвиди
- G. a. auricularis Salvin, 1883 — у західному Еквадорі та північному заході Перу;
- G. a. peruviana Taczanowski, 1884 — на півночі Перу.

## Опис
Має зеленувато-жовтий верх і яскраво-жовтий низ із переважно чорним дзьобом. Дорослі самці мають чорну маску, обмежену ділянкою між дзьобом і очима, тонку смужку на лобі та сіру маківку. Самиця схожа, але не має чорної маски та має тьмяніший колір, із змінною кількістю сірого на голові (часто його практично немає), жовтуватими очима та жовтуватою смугою, що тягнеться від дзьоба до очей.

## Спосіб життя
Зазвичай спостерігається парами, і не асоціюється з іншими видами. Харчується комахами, зокрема гусеницями, бабками, кониками та жуками, а також павуками, яких зазвичай ловить у густій рослинності.